# San Marino i olympiska sommarspelen 1984
San Marino deltog i de olympiska sommarspelen 1984 med en trupp bestående av 19 deltagare. Ingen av landets deltagare erövrade någon medalj.

## Cykling
Herrarnas linjelopp
- Maurizio Casadei — fullföljde inte (→ ingen placering)

## Friidrott
Herrarnas 20 kilometer gång
- Stefano Casali
  - Final — 1:35:48 (→ 35:e plats)

Herrarnas 800 meter
- Manlio Molinari
  - Final 8:e plats

## Gymnastik
- Maurizio Zonzini

Herrarnas individuella mångkamp
- Placering: 65

Herrarnas fristående
- Placering:  66

Herrarnas hopp
- Placering:  63

Herrarnas barr
- Placering:  61

Herrarnas räck
- Placering:  68

Herrarnas ringar
- Placering:  68

Herrarnas bygelhäst
- Placering:  34

## Judo
Herrarnas extra lättvikt
- Alberto Francini
  - Placering: 18

Herrarnas mellanvikt
- Franch Casadei
  - Placering: 18

## Segling
Herrarnas windglider
- Flavio Pelliccioni
  - Placering: 29